# Línea White Plains Road

la línea White Plains Road o en inglés como la White Plains Road Line  es una línea de metro de la división IRT del metro de la ciudad de Nueva York, que sirve al Bronx. La línea está principalmente sobre rieles elevados, y anteriormente operaba como una línea subterránea y elevada hasta 1952.

## Alances y servicios
Los siguientes servicios usan parte o toda la línea White Plains Road:
| Ruta | Servicio | Sección de la línea                                 |
| ---- | --- | --------------------------------------------------- |
| 2    | Local | Línea completa                                      |
| 5    | Local (trenes expresos en vías congestionadas y opera como ruta expresa en sentido norte, no hay servicio en la noche excepto entre la línea de la Avenida Dyre y la Calle 180 este) | Calle 180 Este hacia la 149na Calle–Grand Concourse |
| 5    | Local, sólo durante las horas picos en direcciones congestionadas | Avenida Nereid–238va Calle hacia Gun Hill Road      |
| 5    | Local, sólo durante las horas picos en direcciones congestionadas (trenes expresos con sentido norte en horarios vespertinos)                                                        | Gun Hill Road hacia la Calle 180 Este               |

| Sección de la línea                                       | Vías    | Servicios                                                          |
| --------------------------------------------------------- | ------- | ------------------------------------------------------------------ |
| Wakefield–241ra Calle hacia la Avenida Nereid–238va Calle | Local   | 2 siempre                                                          |
| Wakefield–241ra Calle hacia la Avenida Nereid–238va Calle | Expresa | Servicio no regular                                                |
| Avenida Nereid–238va Calle hacia Gun Hill Road            | Local   | 2 siempre, 5 horas pico en direcciones congestionadas              |
| Avenida Nereid–238va Calle hacia Gun Hill Road            | Expresa | Servicio no regular                                                |
| Gun Hill Road hacia la Calle 180 Este                     | Local   | 2 siempre, 5 horas pico en direcciones congestionadas              |
| Gun Hill Road hacia la Calle 180 Este                     | Expresa | 5 algunos viajes vespertinos en horas pico [sólo en sentido norte] |
| Calle 180 Este hacia la 149na Calle–Grand Concourse       | Local   | 2 siempre, 5 viajes nocturnos y en direcciones congestionadas      |
| Calle 180 Este hacia la 149na Calle–Grand Concourse       | Expresa | 5 algunos viajes vespertinos en horas pico (sólo sentido sur)      |
| Sur de la 149na Calle–Grand Concourse                     | Ambas   | 2 siempre                                                          |

La línea White Plains Road de la división IRT empieza en la terminal Wakefield–241st Street, con dos vías y una plataforma central (y dos plataformas laterales clausuradas). Varios cruces justo al sur de la estación llevan a  los trenes hacia las vías correspondientes, y una vía central expresa sale de los cruces. Entre Wakefield-241ra Calle y la Avenida Nereid-238va Calle, una conexión aparece frente al depósito de la calle 239.
Justo al norte de Gun Hill Road, la línea de la Tercera Avenida se dividía desde las vías locales (con cruces hacia las vías expresas justo al norte). La línea pasaba por un nivel inferior de la estación Gun Hill Road y después giraba al oeste.
La línea de la Avenida Dyre se une con las vías locales justo al norte de la Calle 180 Este, y después los cruces permiten que los trenes puedan llegar hasta las vías expresas. El servicio nocturno expreso 5 de la Avenida Dyre usa las vías centrales para terminar su operamiento, y los trenes de horas pico del servicio 5 cambian aquí hacia las vías expresas. En el extremo oeste de esta unión, se encuentra el Depósito de la Calle 180 Este; la Unionport Yard  se encuentra al este.
El actual ramal desaparecido de tres vías del Bronx Park se fusiona desde el oeste después de la Calle 180 Este, con una vía en cada una de las vías principales. Después del extremo este se encontraba una conexión hacia el depósito West Farm, también desaparecido.
La vía expresa termina al norte de la Tercera Avenida–149na Calle, y desde aquí hacia el final de la línea se encuentran dos vías. Anteriormente en esa área estaba una conexión justo al norte de las vías locales de la línea de la Tercera Avenida, y una conexión hacia el sur, circunvalando la estación de la calle 149 en la línea de la Tercera Avenida (circunvalación de la Calle Bergen). Después de esas conexiones, la línea pasa bajo el río Harlem.
Justo después de la 149na Calle–Grand Concourse, las vías se dividen y después giran al sur para fusionarse con las vías locales de la línea de la Avenida Jerome. La línea de la Avenida Jerome después se fusiona con la línea Pelham para convertirse en la línea de la Avenida Lexington.
La línea después pasa bajo el río Harlme y termina en la línea de la Avenida Lenox en el depósito de la calle 142.

## Lista de estaciones
| Leyenda de la estación de servicio                       | Leyenda de la estación de servicio                       |
| -------------------------------------------------------- | -------------------------------------------------------- |
| Hace paradas todo el tiempo                              | Paradas todo el tiempo                                   |
| Hace paradas todo el tiempo                              | Paradas todo el tiempo excepto a altas horas de la noche |
| Hace paradas todo el tiempo, excepto en horas pico       | Paradas todo el tiempo excepto horas pico                |
| Hace paradas en horas pico en direcciones congestionadas | Paradas horas pico o vías congestionadas                 |
| Detalles del periodo de tiempo                           |                                                          |

| Acceso para discapacitados                                        | Estaciones                             | Vías             | Servicios | Apertura                | Transferencias y notas                                                      |
| ----------------------------------------------------------------- | -------------------------------------- | ---------------- | --------- | ----------------------- | --------------------------------------------------------------------------- |
|                                                                   | Wakefield–Calle 241                    | ambas            | 2         | 13 de diciembre de 1920 | originalmente Calle 241 Este                                                |
|                                                                   | Avenida Nereid-Calle 238               | local            | 2 5       | 31 de marzo de 1917     | originalmente Calle 238 Este                                                |
| Acceso para discapacitados                                        | Calle 233                              | local            | 2 5       | 31 de marzo de 1917     | originalmente Calle 233 Este                                                |
|                                                                   | Calle 225                              | local            | 2 5       | 31 de marzo de 1917     | originalmente Calle 225 Este                                                |
|                                                                   | Calle 219                              | local            | 2 5       | 3 de marzo de 1917      | originalmente Calle 219 Este                                                |
| Acceso para discapacitados                                        | Gun Hill Road                          | ambas            | 2 5       | 3 de marzo de 1917      |                                                                             |
|                                                                   | Avenida Burke                          | local            | 2 5       | 3 de marzo de 1917      |                                                                             |
|                                                                   | Avenida Allerton                       | local            | 2 5       | 3 de marzo de 1917      |                                                                             |
| Acceso para discapacitados                                        | Pelham Parkway                         | local            | 2 5       | 3 de marzo de 1917      |                                                                             |
|                                                                   | Bronx Park East                        | local            | 2 5       | 3 de marzo de 1917      |                                                                             |
| Se converge desde la línea de la Avenida Dyre (5 )                |                                        |                  |           |                         |                                                                             |
|                                                                   | Calle 180 Este                         | ambas            | 2 5       | 3 de marzo de 1917      |                                                                             |
|                                                                   | Calle 180–Bronx Park                   | Ramal Bronx Park | Demolida  | 26 de noviembre de 1904 |                                                                             |
|                                                                   | West Farms Square–Avenida East Tremont | local            | 2 5       | 26 de noviembre de 1904 | originalmente 177ma Calle, después como la Avenida Tremont Este–Boston Road |
|                                                                   | Calle 174                              | local            | 2 5       | 26 de noviembre de 1904 |                                                                             |
|                                                                   | Calle Freeman                          | local            | 2 5       | 26 de noviembre de 1904 |                                                                             |
| Acceso para discapacitados                                        | Calle Simpson                          | local            | 2 5       | 26 de noviembre de 1904 |                                                                             |
|                                                                   | Avenida Intervale                      | local            | 2 5       | Noviembre de 1909?      | originalmente Avenida Intervale –163ra Calle                                |
|                                                                   | Avenida Prospect                       | local            | 2 5       | 26 de noviembre de 1904 |                                                                             |
|                                                                   | Avenida Jackson                        | local            | 2 5       | 26 de noviembre de 1904 |                                                                             |
| Acceso para discapacitados                                        | Tercera Avenida–Calle 149              | ambas            | 2 5       | 10 de julio de 1905     | originalmente como la Tercera Avenida                                       |
|                                                                   | Calle 149–Grand Concourse              | ambas            | 2 5       | 10 de julio de 1905     | 4 (línea de la Avenida Jerome) originalmente como la Avenida Mott           |
| Se divide con conexiones hacia la línea de la Avenida Jerome (5 ) |                                        |                  |           |                         |                                                                             |
| Converge con la línea de la Avenida Lenox (2 )                    |                                        |                  |           |                         |                                                                             |